# Fenerbahçe Spor Kulübü 2023-2024 (pallavolo maschile)
Questa voce raccoglie le informazioni riguardanti il Fenerbahçe Spor Kulübü nelle competizioni ufficiali della stagione 2023-2024.

## Stagione
Il Fenerbahçe Spor Kulübü utilizza la denominazione sponsorizzata Fenerbahçe Parolapara nella stagione 2023-24.
Si classifica al secondo posto nella regular season di Efeler Ligi, accedendo ai play-off scudetto, dove elimina lo Ziraat Bankası in semifinale, prima perdere la finale contro l'Halkbank. In Coppa di Turchia si spinge fino alle semifinali, dove viene eliminato sempre dall'Halkbank.
In ambito europeo è invece impegnato in Coppa CEV, raggiungendo anche in questo caso le semifinali, in cui viene estromesso dal torneo dai futuri campioni del torneo, i polacchi dell'Asseco Resovia.

## Organigramma societario
Area direttiva
- Presidente: Ali Koç

Area tecnica
- Allenatore: Kerem Eryılmaz
- Allenatore in seconda: Mert Karatop
- Assistente allenatore: Mehmet Yücel
- Scoutman: Sefa Gökburun

## Rosa
| N° | Nome             | Ruolo | Data di nascita  | Nazionalità sportiva |
| -- | ---------------- | ----- | ---------------- | -------------------- |
| 1  | Kaan Gürbüz      | O     | 16 agosto 2001   | Turchia              |
| 2  | Caner Pekşen     | P     | 9 giugno 1987    | Turchia              |
| 5  | Hasan Yeşilbudak | L     | 11 gennaio 1984  | Turchia              |
| 7  | Emre Savaş       | C     | 3 luglio 1995    | Turchia              |
| 8  | Dražen Luburić   | O     | 2 novembre 1993  | Serbia               |
| 9  | Halil Kurt       | C     | 16 febbraio 1998 | Turchia              |
| 10 | Ali Yılmaz       | S     | 5 aprile 1999    | Turchia              |
| 11 | Dick Kooy        | S     | 3 dicembre 1987  | Paesi Bassi          |
| 13 | Yiğit Gülmezoğlu | S     | 28 dicembre 1995 | Turchia              |
| 14 | Hasan Sıkar      | C     | 18 maggio 1991   | Turchia              |
| 15 | Nikolaj Penčev   | S     | 22 maggio 1992   | Bulgaria             |
| 17 | Murat Yenipazar  | P     | 1º gennaio 1993  | Turchia              |
| 18 | Mert Cuci        | C     | 10 agosto 2005   | Turchia              |
| 21 | Caner Dengin     | L     | 15 dicembre 1987 | Turchia              |
| 22 | Mahdi Ghaziani   | C     | 21 maggio 2001   | Iran                 |
| 77 | Hasan Yanar      | P     | 10 maggio 2005   | Turchia              |

## Statistiche

### Statistiche di squadra
| Competizione     | Punti | In casa | In casa | In casa | In trasferta | In trasferta | In trasferta | Totale | Totale | Totale |
| Competizione     | Punti | G       | V       | P       | G            | V            | P            | G      | V      | P      |
| ---------------- | ----- | ------- | ------- | ------- | ------------ | ------------ | ------------ | ------ | ------ | ------ |
| Efeler Ligi      | 70    | 15      | 13      | 2       | 16           | 13           | 3            | 31     | 26     | 5      |
| Coppa di Turchia | -     | 1       | 1       | 0       | 0            | 0            | 0            | 2      | 1      | 1      |
| Coppa CEV        | -     | 5       | 4       | 1       | 5            | 2            | 3            | 10     | 6      | 4      |
| Totale           | -     | 21      | 18      | 3       | 21           | 15           | 6            | 43     | 33     | 10     |

G = partite giocate; V = partite vinte; P = partite perse

### Statistiche dei giocatori
| Giocatore     | Campionato | Campionato | Campionato | Campionato | Campionato | Coppa di Turchia | Coppa di Turchia | Coppa di Turchia | Coppa di Turchia | Coppa di Turchia | Coppa CEV | Coppa CEV | Coppa CEV | Coppa CEV | Coppa CEV | Totale | Totale | Totale | Totale | Totale |
| Giocatore     | P          | PT         | AV         | MV         | BV         | P                | PT               | AV               | MV               | BV               | P         | PT        | AV        | MV        | BV        | P      | PT     | AV     | MV     | BV     |
| ------------- | ---------- | ---------- | ---------- | ---------- | ---------- | ---------------- | ---------------- | ---------------- | ---------------- | ---------------- | --------- | --------- | --------- | --------- | --------- | ------ | ------ | ------ | ------ | ------ |
| M. Cuci       | 4          | 6          | 5          | 1          | 0          | 0                | 0                | 0                | 0                | 0                | 2         | 1         | 1         | 0         | 0         | 6      | 7      | 6      | 1      | 0      |
| C. Dengin     | 31         | 0          | 0          | 0          | 0          | 2                | 0                | 0                | 0                | 0                | 10        | 0         | 0         | 0         | 0         | 43     | 0      | 0      | 0      | 0      |
| M. Ghaziani   | 28         | 179        | 115        | 52         | 12         | 2                | 16               | 13               | 3                | 0                | 10        | 57        | 35        | 18        | 4         | 40     | 252    | 163    | 73     | 16     |
| Y. Gülmezoğlu | 28         | 235        | 177        | 39         | 19         | 2                | 13               | 11               | 1                | 1                | 10        | 87        | 61        | 14        | 12        | 40     | 335    | 249    | 54     | 32     |
| K. Gürbüz     | 31         | 171        | 134        | 22         | 15         | 2                | 16               | 12               | 3                | 1                | 10        | 89        | 68        | 10        | 11        | 43     | 276    | 214    | 35     | 27     |
| D. Kooy       | 31         | 477        | 417        | 26         | 34         | 2                | 42               | 36               | 3                | 3                | 10        | 125       | 104       | 10        | 11        | 43     | 644    | 557    | 39     | 48     |
| H. Kurt       | 4          | 7          | 5          | 2          | 0          | -                | -                | -                | -                | -                | 1         | 3         | 2         | 1         | 0         | 5      | 10     | 7      | 3      | 0      |
| D. Luburić    | 29         | 438        | 375        | 27         | 36         | 2                | 23               | 23               | 0                | 0                | 9         | 107       | 95        | 7         | 5         | 40     | 568    | 493    | 34     | 41     |
| C. Pekşen     | 26         | 9          | 0          | 6          | 3          | 2                | 0                | 0                | 0                | 0                | 9         | 0         | 0         | 0         | 0         | 37     | 9      | 0      | 6      | 3      |
| N. Penčev     | 17         | 47         | 34         | 6          | 7          | 2                | 2                | 0                | 2                | 0                | 10        | 20        | 17        | 2         | 1         | 29     | 69     | 51     | 10     | 8      |
| E. Savaş      | 28         | 256        | 177        | 57         | 22         | 2                | 9                | 6                | 3                | 0                | 10        | 86        | 69        | 11        | 6         | 40     | 351    | 252    | 71     | 28     |
| H. Sıkar      | 14         | 52         | 37         | 10         | 5          | 2                | 3                | 1                | 2                | 0                | 4         | 10        | 7         | 3         | 0         | 20     | 65     | 45     | 15     | 5      |
| H. Yanar      | 0          | 0          | 0          | 0          | 0          | 0                | 0                | 0                | 0                | 0                | -         | -         | -         | -         | -         | 0      | 0      | 0      | 0      | 0      |
| M. Yenipazar  | 31         | 88         | 34         | 23         | 31         | 2                | 4                | 2                | 0                | 2                | 10        | 29        | 16        | 7         | 6         | 43     | 121    | 52     | 30     | 39     |
| H. Yeşilbudak | 31         | 0          | 0          | 0          | 0          | 2                | 0                | 0                | 0                | 0                | 10        | 0         | 0         | 0         | 0         | 43     | 0      | 0      | 0      | 0      |
| A. Yılmaz     | 10         | 20         | 14         | 3          | 3          | 1                | 0                | 0                | 0                | 0                | 3         | 6         | 4         | 1         | 1         | 14     | 26     | 18     | 4      | 4      |

P = presenze; PT = punti totali; AV = attacchi vincenti; MV = muri vincenti; BV = battute vincenti